# Comuna Cristești, Botoșani
Cristești este o comună în județul Botoșani, Moldova, România, formată din satele Cristești (reședința), Oneaga, Schit-Orășeni și Unguroaia.

## Istoric
Localitatea Cristești, sat străbun de răzeși ai lui Stefan cel Mare și Sfânt, reședință a comunei cu același nume, apare în unele documente de la sfârșitul secolul al XVI-lea. Sub raportul vechimii, originea satului se pierde în negura veacurilor, necunoscându-se data sigură a înființării lui.  Materialele arheologice descoperite pe teritoriul satului dovedesc existenta în zona Cristeștilor a unei populații din perioada neolitică.
Numele vechi al acestei așezări este Cârstești și este pomenit pentru prima dată în documentul din 12 aprilie 1586, găsit la Mănăstirea Coșula, aparținând lui Petru Voievod. Fragmentele ceramice descoperite pe teritoriul satului dovedesc existenta unor așezări omenești bine organizate încă din sec. XIII- XIV. În acest sens există două ipoteze, care se bazează pe date arheologice și anume :
- una din Siliște, cum că ar fi existat sub denumirea de Lipneni Vale sau Balta Ochi, cum i se spune acum;
- că vatra satului în trecut ar fi fost ceva mai la nord cu cca 2 km de actuala vatră, la locul numit Siliște ( azi pe teritoriul satului Orășeni-Deal).

Satul Oneaga datează din sec. al XVII-Iea sub numele de Slobozia Secătura, nume simbolic al sărăciei ce domnea in acele locuri. Satul Schit-Orășeni (Maici sau Mănăstirea) s-a numit astfel de la schitul de călugărițe care s-a ridicat în pădurile ce acopereau acele locuri în anul 1772. Pe lângă chiliile maicilor, mai erau în apropierea schitului casele meseriașilor mănăstirii ca: ciubotari, Cojocari, pânzari, scutelnici.
Satul Unguroaia reprezintă o așezare nouă în comuna Cristești și datează de mai puțin de 100 de ani.
Procesul de formare si condițiile în care au apărut satele comunei Cristești nu au fost deloc simple. În teritoriu s-au așezat și oameni care făceau parte din diferite categorii, cum au fost bejenarii care-și căutau o soartă mai bună , liudi aflați în slujba vorniciei din Botoșani și alții.
Se cuvine să reținem și faptul că în satul Cristești există încă o bisericuță din lemn, construită în secolul al XIX-lea ce a constituit loc de pelerinaj, rugăciuni dar și de educație a cetățenilor prin grija preotului paroh. În perioada 1955 loturile individuale de pământ erau comasate. In 1962 s-a trecut la colectivizarea forțată prin crearea de gospodării agricole colective, care ulterior au fost numite cooperative agricole de producție.
După anul 1965 mulți săteni s-au angajat în întreprinderile de stat din municipiul Botoșani și s-au calificat la locul de muncă sau prin scoli profesionale.
Ca urmare a evenimentelor din decembrie 1989, cooperativa agricolă de producție s-a desființat (1991-1992) și a urmat punerea in aplicare nr.18/1991, de retrocedare a terenurilor agricole către proprietarii de drept.

## Clima
Teritoriul comunei Cristești se încadrează in tipul de clima temperat- continentala excesiva. O caracteristica a climei este data de influenta moderatoare a pădurilor din zona satului Oneaga, local existând un microclimat mai umed.
Temperatura medie anuala la nivelul comunei variază intre 8,7 grade C si 10,5 grade C. Vanturile bat in marea lor majoritate din direcția nord-vest (23,6%) din sud -est (18,7%)  si din direcția nord (10,7%)
Precipitațiile atmosferice anuale pe teritoriul comunei sunt in medie de 420 – 500 litri /mp cu tendința de scădere in ultimii 10 ani.

## Rețeaua hidrografica
Rețeaua hidrografica este compusa din pârâul cu curgere permanenta si temporara si râul Miletin. acestea sunt:
- râul Miletin pe o distanta de 10 km  pe teritoriul comunei
- pârâul Furnicari cu o lungime de 1 km
- pârâul Albia ce izvorăște din locul numit Pădurea lui Bălos situat pe dealurile ce înconjoară satul Unguroaia
- pârâul Cornaci lung de 10 km
- pârâul Putreda izvorăște din partea de nord a satului Cristești.

## Morfologia
Teritoriul comunei Cristești face parte din unitatea geomorfologica „Podișul Moldovei” pe o suprafața situată în partea de sud a județului și din versanți frământați, platourile mai omogene cuprinzând terenurile agricole, imașuri situate între sate , cu înălțimi ce nu depășesc 300 m altitudine. Acest relief este pretabil practicării agriculturii și creșterii animalelor.

## Resurse naturale
Principala resursă naturală o reprezintă pământul, într-o anumită măsură de bună calitate. Pe teritoriul comunei Cristești exista 2.645 ha de păduri compacte și terenuri cu vegetație forestieră, în special în zona satului Oneaga, care pot asigura într-o anumită măsură materia primă necesară pentru industrializarea lemnului.

## Solurile
La suprafață, solurile se individualizează printr-un orizont de șisturi argiloase și formațiunii lutoase. Altitudinea maximă este de 300 m pe dealul „ La Ocoale” ,iar minima este de 140 m pe șesul Țărnii.
Solurile din comuna Cristești sunt variate datorita condițiilor de formare. Astfel, in zonele de șes sunt aluviuni nisipo-miloase slab înțelenite. Cu cât ne îndepărtăm de albiile minore apar solurile fertile, bune pentru pășuni și practicarea agriculturii. Pe terase și în zona interfluviului s-au format soluri brune cenușii, acestea fiind cele mai răspândite pe teritoriul comunei, fiind soluri productive pentru culturile de porumb, grâu și plante tehnice.

## Populație
Comuna Cristești este de rangul 11, conform Legii nr.351/2001 de amenajare al teritoriului național data de a României. privind planul secțiunea a IV-a « Rețeaua de localități ». La 1 ianuarie 2015, populația totală a comunei era de 4.986 persoane, constituite în 1981 gospodării.
Pe lângă localitatea de reședință, satul Cristești 2.259 locuitori -, comuna mai are în compunere: satul Oneaga, cu un număr de 1.477 de gospodării și 1.624 locuitori; satul Schit Orășeni, cu un număr de 218 gospodării și 533 locuitori; satul Unguroaia, cu 42 gospodării și 266 locuitori.
Satul Cristești, reședința comunei, adăpostește peste 52% din populația totală.

## Demografie
Componența etnică a comunei Cristești
     Români (90,28%)
     Alte etnii (1,22%)
     Necunoscută (8,5%)
Componența confesională a comunei Cristești
     Ortodocși (84,65%)
     Penticostali (6,58%)
     Alte religii (0,08%)
     Necunoscută (8,68%)
Conform recensământului efectuat în 2021, populația comunei Cristești se ridică la 4.907 locuitori, în creștere față de recensământul anterior din 2011, când fuseseră înregistrați 4.535 de locuitori. Majoritatea locuitorilor sunt români (90,28%), iar pentru 8,5% nu se cunoaște apartenența etnică. Din punct de vedere confesional, majoritatea locuitorilor sunt ortodocși (84,65%), cu o minoritate de penticostali (6,58%), iar pentru 8,68% nu se cunoaște apartenența confesională.

## Politică și administrație
Comuna Cristești este administrată de un primar și un consiliu local compus din 13 consilieri. Primarul, Ionel-Lucian Borfotină[*], de la Partidul Social Democrat, este în funcție din 2016. Începând cu alegerile locale din 2024, consiliul local are următoarea componență pe partide politice:
|  | Partid                          | Consilieri | Componența Consiliului | Componența Consiliului | Componența Consiliului | Componența Consiliului | Componența Consiliului | Componența Consiliului | Componența Consiliului | Componența Consiliului | Componența Consiliului |
|  | ------------------------------- | ---------- | ---------------------- | ---------------------- | ---------------------- | ---------------------- | ---------------------- | ---------------------- | ---------------------- | ---------------------- | ---------------------- |
|  | Partidul Social Democrat        | 9          |                        |                        |                        |                        |                        |                        |                        |                        |                        |
|  | Partidul Național Liberal       | 3          |                        |                        |                        |                        |                        |                        |                        |                        |                        |
|  | Alianța pentru Unirea Românilor | 1          |                        |                        |                        |                        |                        |                        |                        |                        |                        |

## Personalități născute aici
- Constantin Kristescu (1871 - 1928), ofițer, sculptor.